# Латвійська футбольна федерація
Латвійська футбольна федерація (ЛФФ) (латис. Latvijas Futbola federācija)  — асоціація, що здійснює контроль і управління футболом у  Латвії. Штаб-квартира розташована у Ризі. Заснована у 1921 році, член ФІФА з 1922 року, проте після анексії Латвії СРСР членство країні у організації було призупинено и відновлено тільки у 1992 році після проголошення незалежності. Член УЄФА з 1992 року. 
Асоціація організовує діяльність та здійснює керування національними збірними з футболу, включаючи головну національну збірну та жіночу збірну з футболу. Крім того, асоціація організовує Чемпіонат Латвії з футболу, розіграш Кубка Латвії з футболу та змагання у нижчих за значенням футбольних лігах.